# دانشگاه علوم تربیتی لیتوانی
دانشگاه علوم تربیتی لیتوانی (به لاتین: Lithuanian University of Educational Sciences) یک دانشگاه در لیتوانی است که در ویلنیوس واقع شده‌است.